# Winterstorm Elliott

Verloop van de winterstorm.

Van 21 tot 26 december 2022 veroorzaakte een ongewoon krachtige frontale depressie sneeuwstormen en winterstormen over een groot deel van de Verenigde Staten en Canada, waarbij ten minste 89 mensen omkwamen, wegen onberijdbaar werden en auto-ongelukken plaatsvonden. Meer dan 10.000 vluchten werden geannuleerd of vertraagd tijdens het drukke kerstreiseizoen. The Weather Channel noemde de storm officieus Winter Storm Elliott. De National Weather Service in Buffalo (New York) beschreef het als een "eens-in-een-generatie storm", en het Weather Prediction Center noemde het een "historische arctische uitbraak". Tijdens de storm werden extreem lage temperaturen tot -45°C genoteerd.

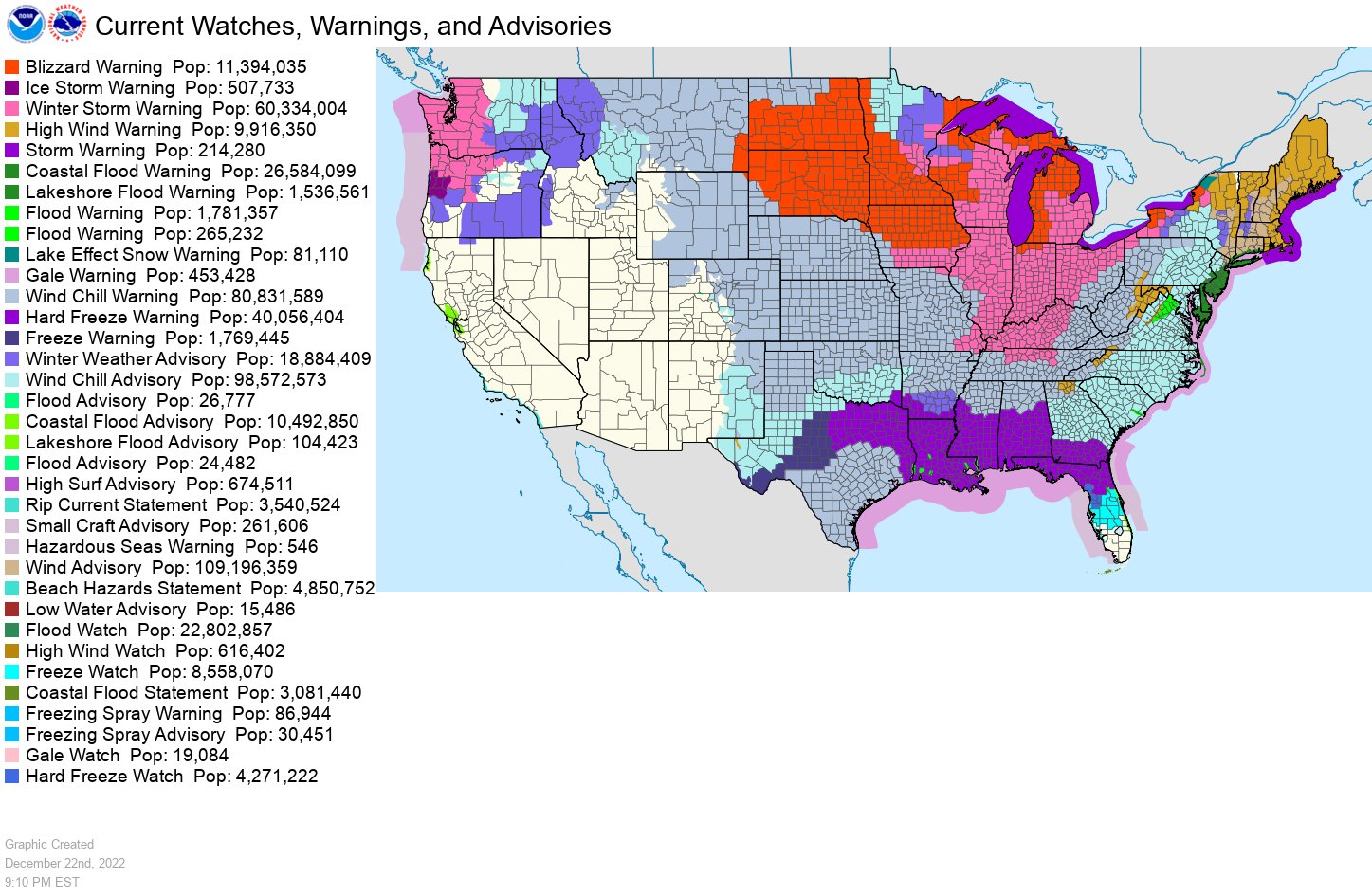
Waarschuwingen van de National Weather Service.